# Championnats du monde de gymnastique artistique 1938
Navigation
Édition précédente Édition suivante
Les 11e championnats du monde de gymnastique artistique ont eu lieu à Prague en 1938.

## Résultats hommes

### Concours par équipes
| Rang               | Pays | Total   |
| ------------------ | --- | ------- |
| Médaille d'or      | Tchécoslovaquie Jan Gajdos, Gustav Hrubý, Alois Hudec, Emanuel Löffler, Josef Novotný, Vratislav Petráček, Jan Sládek, Jindřich Tintěra     | 806,866 |
| Médaille d'argent  | Suisse Albert Bachmann, Siegbert Bader, Walter Beck, Eugen Mack, Hans Nägelin, Michael Reusch, Guglielmo Schmid, Leo Schürmann              | 791,200 |
| Médaille de bronze | Yougoslavie Stjepan Boltisar, Miroslav Forte, Boris Gregorka, Josip Kujundzic, Josip Primozic, Janez Pristov, Milos Skrbinsek, Josip Vadnav | 741,200 |

### Concours général individuel
| Rang               | Pays            | Gymnaste    | Total   |
| ------------------ | --------------- | ----------- | ------- |
| Médaille d'or      | Tchécoslovaquie | Jan Gajdos  | 138,066 |
| Médaille d'argent  | Tchécoslovaquie | Jan Sládek  | 137,466 |
| Médaille de bronze | Suisse          | Eugene Mack | 136,400 |

### Finales par engins

#### Sol
| Rang              | Pays            | Gymnaste    | Total  |
| ----------------- | --------------- | ----------- | ------ |
| Médaille d'or     | Tchécoslovaquie | Jan Gajdos  | 18,833 |
| Médaille d'argent | Suisse          | Eugene Mack | 18,566 |
| Médaille d'argent | Tchécoslovaquie | Alois Hudec | 18,566 |

#### Cheval d'arçon
| Rang               | Pays            | Gymnaste           | Total  |
| ------------------ | --------------- | ------------------ | ------ |
| Médaille d'or      | Suisse          | Michael Reusch     | 19,566 |
| Médaille d'argent  | Tchécoslovaquie | Vratislav Petracek | 19,466 |
| Médaille de bronze | Suisse          | Leo Schürmann      | 19,400 |

#### Anneaux
| Rang               | Pays            | Gymnaste           | Total  |
| ------------------ | --------------- | ------------------ | ------ |
| Médaille d'or      | Tchécoslovaquie | Alois Hudec        | 19,633 |
| Médaille d'argent  | Suisse          | Michael Reusch     | 19,300 |
| Médaille de bronze | Tchécoslovaquie | Vratislav Petracek | 19,100 |

#### Saut
| Rang               | Pays   | Gymnaste     | Total  |
| ------------------ | ------ | ------------ | ------ |
| Médaille d'or      | Suisse | Eugene Mack  | 19,830 |
| Médaille d'argent  | Suisse | Walter Beck  | 19,660 |
| Médaille de bronze | Suisse | Hans Nägelin | 19,500 |

#### Barres parallèles
| Rang               | Pays            | Gymnaste       | Total  |
| ------------------ | --------------- | -------------- | ------ |
| Médaille d'or      | Suisse          | Michael Reusch | 19,563 |
| Médaille d'argent  | Tchécoslovaquie | Alois Hudec    | 19,533 |
| Médaille de bronze | Yougoslavie     | Josip Primozić | 18,733 |

#### Barre fixe
| Rang               | Pays            | Gymnaste       | Total  |
| ------------------ | --------------- | -------------- | ------ |
| Médaille d'or      | Suisse          | Michael Reusch | 19,766 |
| Médaille d'argent  | Tchécoslovaquie | Alois Hudec    | 19,700 |
| Médaille de bronze | Suisse          | Walter Beck    | 19,432 |

## Résultats femmes

### Concours par équipe
| Rang               | Pays | Total   |
| ------------------ | --- | ------- |
| Médaille d'or      | Tchécoslovaquie Vlasta Děkanová, Božena Dobešová, Marie Hendrychová, Anna Nezerpová, Matylda Pálfyová, Marie Skálová, Zdeňka Veřmiřovská | 552,760 |
| Médaille d'argent  | Yougoslavie | 531,960 |
| Médaille de bronze | Pologne | 510,210 |

### Concours général individuel
| Rang               | Pays            | Gymnaste           | Total  |
| ------------------ | --------------- | ------------------ | ------ |
| Médaille d'or      | Tchécoslovaquie | Vlasta Děkanová    | 83,660 |
| Médaille d'argent  | Tchécoslovaquie | Zdeňka Veřmiřovská | 82,710 |
| Médaille de bronze | Tchécoslovaquie | Matylda Pálfyová   | 81,980 |

## Tableau des médailles
| Rang | Nation          | Or | Argent | Bronze | Total |
| ---- | --------------- | -- | ------ | ------ | ----- |
| 1    | Tchécoslovaquie | 6  | 6      | 2      | 14    |
| 2    | Suisse          | 4  | 4      | 4      | 12    |
| 3    | Yougoslavie     | 0  | 1      | 2      | 3     |
| 4    | Pologne         | 0  | 0      | 1      | 1     |